# Miles Nighthawk
Die Miles M.7 Nighthawk war ein Schul- und Verbindungsflugzeug des britischen Herstellers Miles Aircraft.

## Entwicklung und Konstruktion
Die M.7 Nighthawk wurde auf Basis der Miles Falcon Six als Schul- und Verbindungsflugzeug entwickelt. Der Prototyp mit dem Kennzeichen G-ADXA absolvierte seinen Jungfernflug am 18. Dezember 1935. Der Tiefdecker wurde von einem de Havilland Gipsy Six mit einer Nennleistung von 200 PS (147 kW) angetrieben. Im Januar 1937 stürzte der Prototyp bei Trudeltests in der Nähe von Woodley ab. Neben dem Prototyp wurden vier weitere Exemplare gebaut.
Der Entwurf wurde überarbeitet, um den Anforderungen der Air Ministry Specification zu genügen und unter der Bezeichnung M.16 Mentor gebaut. Im Jahr 1944 wurde eine Nighthawk mit den Tragflächen einer Mohawk und einem de Havilland Gipsy Six Series II mit 205 PS (151 kW) und Verstellpropeller ausgerüstet. Diese Maschine erhielt die Bezeichnung M.7A Nighthawk. Die letzte Nighthawk blieb noch bis in die frühen 1960er Jahre flugfähig und nahm nach dem Krieg an vielen Luftrennen im Vereinigten Königreich teil. Heute existiert dieses Flugzeug jedoch nicht mehr.

## Einsätze
Zwei Maschinen wurden 1936 an die rumänischen Luftstreitkräfte geliefert. Eine weitere Maschine ging im Mai 1937 in den Dienst der Royal Air Force. Sie wurde für VIP-Transporte von der 24. Staffel eingesetzt.

## Versionen
M.7
Serienmodell, angetrieben von einem de Havilland Gipsy Six mit einer Nennleistung von 200 PS (147 kW); fünf gebaute Exemplare
M.7A
Kombination aus dem Rumpf einer Nighthawk mit Tragflächen einer Mohawk, angetrieben von einem de Havilland Gipsy Six Series II mit 205 PS (151 kW); ein gebautes Exemplar

## Betreiber
Rumänien
Rumänische Luftstreitkräfte
 Vereinigtes Königreich
- Royal Air Force

## Technische Daten
| Kenngröße             | Daten                                          |
| --------------------- | ---------------------------------------------- |
| Besatzung             | 1                                              |
| Länge                 | 25 ft (7,62 m)                                 |
| Spannweite            | 35 ft (10,67 m)                                |
| Leermasse             | 1.650 lb (748 kg)                              |
| max. Startmasse       | 2.400 lb (1.089 kg)                            |
| Reisegeschwindigkeit  | 155 mph (249 km/h)                             |
| Höchstgeschwindigkeit | 175 mph (282 km/h)                             |
| Dienstgipfelhöhe      | 23.000 ft (7.010 m)                            |
| Triebwerke            | 1 × de Havilland Gipsy Six mit 200 PS (147 kW) |